# Italsko-rakouská státní hranice

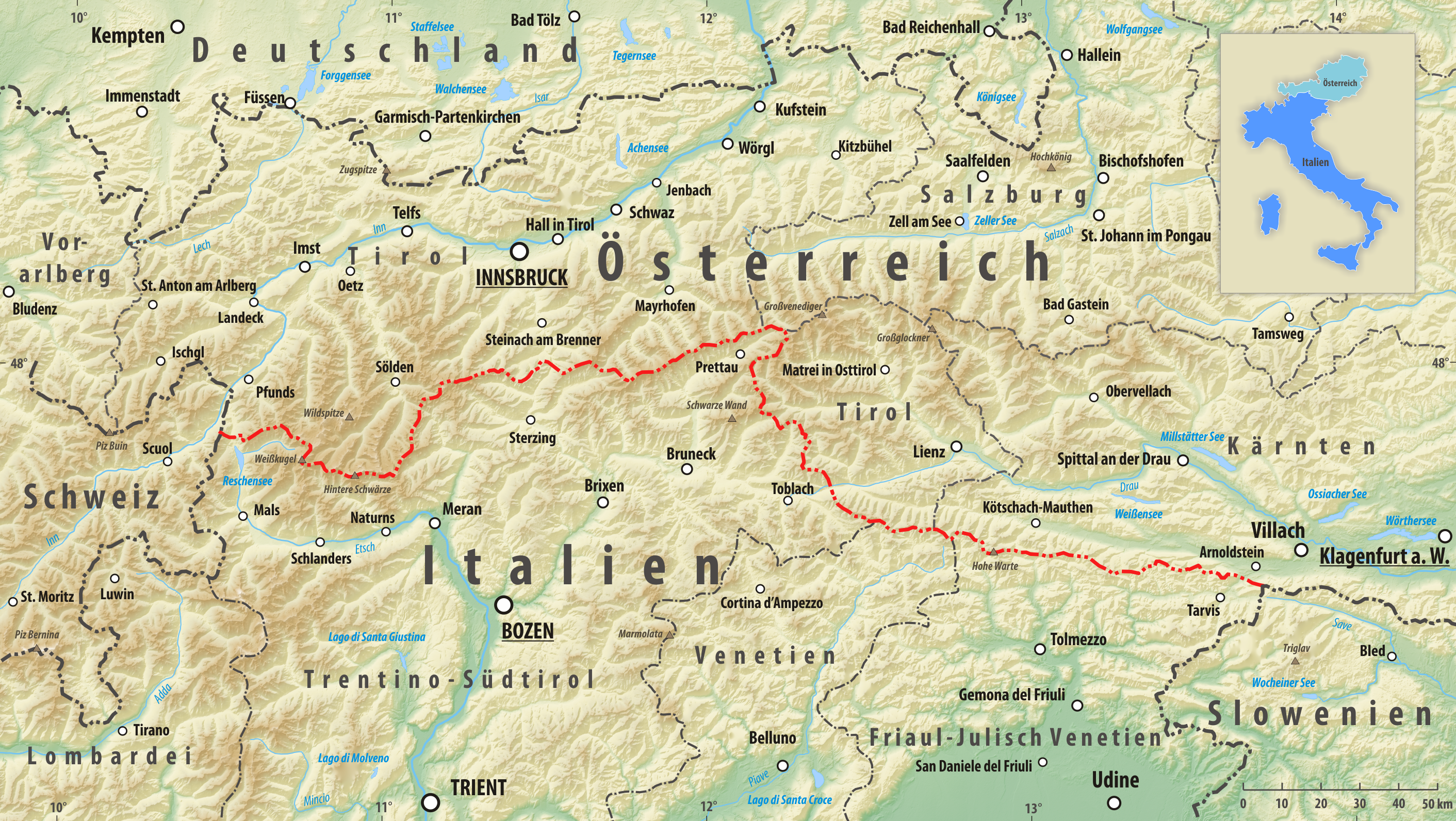
Průběh státní hranice mezi Rakouskem a Itálií

Italsko-rakouská státní hranice je 404 km dlouhá pozemní hranice podél Alp mezi Italskou republikou a Rakouskou republikou. Existuje od roku 1861, v současném průběhu od roku 1920 a od 1. ledna 1995 je vnitřní hranicí Evropské unie. Průběh hranice byl naposledy změněn v roce 1947.

## Historie

### Do sjednocení Itálie
Dnešní hranice mezi oběma státy má za sebou pohnutou historii. Podobně jako Německo se dnešní Itálie od středověku skládala ze souboru různých panství, jako bylo Toskánské velkovévodství, Milánské vévodství nebo Království obojí Sicílie. Velké části Apeninského poloostrova ovládal Papežský stát. Naproti tomu Rakouské císařství bylo mnohonárodnostním státem, v němž se usadilo několik národností – včetně Italů. V Napoleonově severní sféře vlivu vznikl na počátku 19. století na krátkou dobu italský stát, který však zanikl v průběhu Vídeňského kongresu, po němž se velké části Horní Itálie vrátily Rakousku. V reakci na to vzniklo hnutí Risorgimento, jehož cílem bylo sjednotit všechny italsky mluvící části do národního státu. Italské války za nezávislost (první, druhá a třetí), které začaly v roce 1848, vedly v roce 1861 ke vzniku Italského království. Curyšskou (1859) a Vídeňskou (1866) mírovou smlouvou připadlo původně rakouské Lombardsko-benátské království novému italskému státu, přičemž jeho vnitřní hranice se staly novými vnějšími hranicemi obou států. V Benátsku a Furlansku-Julském Benátsku tvoří s drobnými úpravami platnou hranici dodnes.

### Od sjednocení Itálie po Saintgermainskou smlouvu (1861–1919)
Po sjednocení Itálie zůstala hranice až do roku 1919 nezměněna. Italští iredentisté si však nadále nárokovali italsky mluvící části Tyrolského hrabství a také Terst, který v té době stále patřil Rakousku. Proto Rakousko navzdory vojenskému spojenectví s Itálií posílilo svá opevnění v blízkosti hranice, která nyní v podstatě vedla přes Jižní Tyrolsko a Trentino. Po vypuknutí první světové války zůstala Itálie zpočátku neutrální s odkazem na obranný charakter spojenectví a v roce 1915 uzavřela s mocnostmi Trojdohody tajnou smlouvu, v níž bylo Itálii přislíbeno Tyrolsko až k brennerské hranici. To odpovídalo logice italského nacionalisty Ettoreho Tolomeie podle jeho teze, že státní hranice by měla být vedena podle rozvodí na hlavním alpském hřebeni, jak tomu částečně bylo (nikoli v Tyrolsku, které tehdy patřilo Bavorsku) v době Italského království v letech 1805–1814. Vojenská situace však na tom nemohla mnoho změnit; bitvy na Soči vyústily v poziční válku s velkými ztrátami na obou stranách.

### Po roce 1919
V důsledku porážky v první světové válce se Rakousko-Uhersko rozpadlo na jednotlivé národní státy. Jeho nástupcem se stalo Německé Rakousko, které v návaznosti na právo národů na sebeurčení vyhlášené tehdejším americkým prezidentem Woodrowem Wilsonem požadovalo všechna německy mluvící území bývalého císařství, tedy i celé Tyrolsko bez Trentina. Bez ohledu na jazykovou hranici u Salurner Klause, která probíhala mnohem jižněji, připadla Itálii podle Saintgermainské smlouvy nejen požadovaná hranice na hlavním alpském hřebeni, ale také Kanaltal (Val Canale) a oblasti v Pusterském údolí za Toblacher Feld (Conca di Dobbiaco). Až na drobné úpravy tak vznikla dnes platná hranice, která byla dokončena v roce 1920. V průběhu 20. let 20. století začala Itálie v blízkosti hranice budovat řetěz opevnění, tzv. Alpský val.
Po anexi Rakouska byla tato hranice od roku 1938 hranicí mezi Itálií a Nacistickým Německem. Jako u spojenců Osy ve druhé světové válce nedošlo zpočátku k žádným změnám, ale v září 1943, po vystoupení Itálie z války a obsazení severní Itálie wehrmachtem, byly vytvořeny dvě operační zóny (Alpské podhůří a Jadranské pobřeží). De iure však zůstaly součástí Italské sociální republiky pod vedením Benita Mussoliniho. Po skončení války Jižní Tyroláci doufali, že se opět stanou součástí Rakouska. Americké ministerstvo zahraničí dokonce za tímto účelem nechalo vypracovat plány rozdělení. Jednání nakonec vyústila v dohodu De Gasperi-Gruber, která zaručovala německy a ladinsky mluvící většině obyvatelstva autonomní základní práva a kterou Itálie uznala Rakousko jako ochrannou mocnost jihotyrolského obyvatelstva. Navzdory porážce ve světové válce tak byly Itálie a nyní již opět nezávislé Rakousko územně ušetřeny, takže se mezi nimi – s výjimkou drobných úprav – obnovil průběh z roku 1920. Po vstupu Rakouska do Evropské unie v roce 1995 se stala vnitřní hranicí Evropské unie.

## Průběh
S výjimkou krátkého úseku u Tobblacher Feld vede hranice podél rozvodí mezi Jaderským a Černým mořem. Začíná na západě u trojmezí se Švýcarskem, asi 700 m severně od Piz Lad. Odtud vede v podstatě po hlavním hřebeni Alp na východ s malou odchylkou (viz níže) severním směrem v Reschenském průsmyku, po hlavním hřebeni Ötztalských Alp k Timmelsjochu; dále přes Stubaiské Alpy do Brennerského průsmyku (i zde malá odchylka od rozvodí) a odtud přes Zillertalské Alpy nebo po hlavním hřebeni Zillertalu do čela údolí Ahrntal. U Westlichen Zwillingsköpfl dosahuje hranice nejsevernějšího bodu Itálie. Od Dreiherrnspitze, kde se stýkají také hranice rakouských spolkových zemí Salcbursko a Tyrolsko, se průběh hranice prudce stáčí k jihu a stáčí se k Pusterskému údolí. Mezi Hochrastem a Helmem vyznačují průběh hranice potoky Kolberbach a Karzlerbach, které leží asi 10 km východně od skutečného rozvodí na Tobblacher Feld. Hranice nyní sleduje hlavní hřeben Karnských Alp a prochází mimo jiné průsmyky Plöcken a Naßfeld, až končí u Dreiländerecku (Peč) se Slovinskem.
Průběh hranice není ve všech bodech totožný s rozvodím. To je zřejmé například na Reschenském průsmyku, kde jsou na hraničním přechodu umístěny cedule s označením nadmořské výšky „Reschenpass 1455 m“. Naproti tomu rozvodí se nachází asi 2 km jižněji v nadmořské výšce 1507 m.

## Obce na státní hranici od západu k východu
| RAKOUSKO                   | RAKOUSKO       | RAKOUSKO                   | RAKOUSKO                  |         | ITÁLIE                                     | ITÁLIE                            | ITÁLIE                                                        | ITÁLIE                                                       |
| spolková země (Bundesland) | okres (Bezirk) | obec (Gemeinde)            | hraniční přechod          |         | hraniční přechod                           | obec (comune)                     | provincie (provincia)                                         | region (regione)                                             |
| -------------------------- | -------------- | -------------------------- | ------------------------- | ------- | ------------------------------------------ | --------------------------------- | ------------------------------------------------------------- | ------------------------------------------------------------ |
| Švýcarsko                  |                |                            |                           |         |                                            |                                   |                                                               |                                                              |
| Tyrolsko Tirol             | Landeck        | Nauders                    | zentriert                 | A l p y | zentriert                                  | Curon Venosta Graun im Vinschgau  | Autonomní provincie Bolzano Bolzano-Alto Adige Bozen-Südtirol | Tridentsko-Horní Adiže Trentino-Alto Adige Trentino-Südtirol |
| Tyrolsko Tirol             | Landeck        | Pfunds                     |                           | A l p y | zentriert                                  | Curon Venosta Graun im Vinschgau  | Autonomní provincie Bolzano Bolzano-Alto Adige Bozen-Südtirol | Tridentsko-Horní Adiže Trentino-Alto Adige Trentino-Südtirol |
| Tyrolsko Tirol             | Landeck        | Kaunertal                  |                           | A l p y | zentriert                                  | Curon Venosta Graun im Vinschgau  | Autonomní provincie Bolzano Bolzano-Alto Adige Bozen-Südtirol | Tridentsko-Horní Adiže Trentino-Alto Adige Trentino-Südtirol |
| Tyrolsko Tirol             | Imst           | Sölden                     | zentriert                 | A l p y | zentriert                                  | Curon Venosta Graun im Vinschgau  | Autonomní provincie Bolzano Bolzano-Alto Adige Bozen-Südtirol | Tridentsko-Horní Adiže Trentino-Alto Adige Trentino-Südtirol |
| Tyrolsko Tirol             | Imst           | Sölden                     | zentriert                 | A l p y | Malles Venosta Mals                        |                                   | Autonomní provincie Bolzano Bolzano-Alto Adige Bozen-Südtirol | Tridentsko-Horní Adiže Trentino-Alto Adige Trentino-Südtirol |
| Tyrolsko Tirol             | Imst           | Sölden                     | zentriert                 | A l p y | Senales Schnals                            |                                   | Autonomní provincie Bolzano Bolzano-Alto Adige Bozen-Südtirol | Tridentsko-Horní Adiže Trentino-Alto Adige Trentino-Südtirol |
| Tyrolsko Tirol             | Imst           | Sölden                     | zentriert                 | A l p y | zentriert                                  | Moso in Passiria Moos in Passeier | Autonomní provincie Bolzano Bolzano-Alto Adige Bozen-Südtirol | Tridentsko-Horní Adiže Trentino-Alto Adige Trentino-Südtirol |
| Tyrolsko Tirol             | Imst           | Sölden                     | zentriert                 | A l p y | Racines Ratschings                         |                                   | Autonomní provincie Bolzano Bolzano-Alto Adige Bozen-Südtirol | Tridentsko-Horní Adiže Trentino-Alto Adige Trentino-Südtirol |
| Tyrolsko Tirol             | Innsbruck-Land | Neustift im Stubaital      |                           | A l p y |                                            |                                   | Autonomní provincie Bolzano Bolzano-Alto Adige Bozen-Südtirol | Tridentsko-Horní Adiže Trentino-Alto Adige Trentino-Südtirol |
| Tyrolsko Tirol             | Innsbruck-Land | Neustift im Stubaital      | zentriert                 | A l p y | Brennero Brenner                           |                                   | Autonomní provincie Bolzano Bolzano-Alto Adige Bozen-Südtirol | Tridentsko-Horní Adiže Trentino-Alto Adige Trentino-Südtirol |
| Tyrolsko Tirol             | Innsbruck-Land | Gschnitz                   | zentriert                 | A l p y | Brennero Brenner                           |                                   | Autonomní provincie Bolzano Bolzano-Alto Adige Bozen-Südtirol | Tridentsko-Horní Adiže Trentino-Alto Adige Trentino-Südtirol |
| Tyrolsko Tirol             | Innsbruck-Land | Obernberg am Brenner       | zentriert                 | A l p y | Brennero Brenner                           |                                   | Autonomní provincie Bolzano Bolzano-Alto Adige Bozen-Südtirol | Tridentsko-Horní Adiže Trentino-Alto Adige Trentino-Südtirol |
| Tyrolsko Tirol             | Innsbruck-Land | Gries am Brenner           | zentriert                 | A l p y | Brennero Brenner                           | zentriert                         | Autonomní provincie Bolzano Bolzano-Alto Adige Bozen-Südtirol | Tridentsko-Horní Adiže Trentino-Alto Adige Trentino-Südtirol |
| Tyrolsko Tirol             | Innsbruck-Land | Gries am Brenner           | Val di Vizze Pfitsch      | A l p y |                                            | zentriert                         | Autonomní provincie Bolzano Bolzano-Alto Adige Bozen-Südtirol | Tridentsko-Horní Adiže Trentino-Alto Adige Trentino-Südtirol |
| Tyrolsko Tirol             | Innsbruck-Land | Vals                       |                           | A l p y |                                            |                                   | Autonomní provincie Bolzano Bolzano-Alto Adige Bozen-Südtirol | Tridentsko-Horní Adiže Trentino-Alto Adige Trentino-Südtirol |
| Tyrolsko Tirol             | Schwaz         | Finkenberg                 |                           | A l p y |                                            |                                   | Autonomní provincie Bolzano Bolzano-Alto Adige Bozen-Südtirol | Tridentsko-Horní Adiže Trentino-Alto Adige Trentino-Südtirol |
| Tyrolsko Tirol             | Schwaz         | Finkenberg                 | Selva del Molini Mühlwald | A l p y |                                            |                                   | Autonomní provincie Bolzano Bolzano-Alto Adige Bozen-Südtirol | Tridentsko-Horní Adiže Trentino-Alto Adige Trentino-Südtirol |
| Tyrolsko Tirol             | Schwaz         | Finkenberg                 | Valle Aurina Ahrntal      | A l p y |                                            |                                   | Autonomní provincie Bolzano Bolzano-Alto Adige Bozen-Südtirol | Tridentsko-Horní Adiže Trentino-Alto Adige Trentino-Südtirol |
| Tyrolsko Tirol             | Schwaz         | Mayrhofen                  |                           | A l p y |                                            |                                   | Autonomní provincie Bolzano Bolzano-Alto Adige Bozen-Südtirol | Tridentsko-Horní Adiže Trentino-Alto Adige Trentino-Südtirol |
| Tyrolsko Tirol             | Schwaz         | Brandberg                  |                           | A l p y |                                            |                                   | Autonomní provincie Bolzano Bolzano-Alto Adige Bozen-Südtirol | Tridentsko-Horní Adiže Trentino-Alto Adige Trentino-Südtirol |
| Tyrolsko Tirol             | Schwaz         | Predoi Prettau             |                           | A l p y |                                            |                                   | Autonomní provincie Bolzano Bolzano-Alto Adige Bozen-Südtirol | Tridentsko-Horní Adiže Trentino-Alto Adige Trentino-Südtirol |
| Salcbursko Salzburg        | Zell am See    | Krimml                     |                           | A l p y |                                            |                                   | Autonomní provincie Bolzano Bolzano-Alto Adige Bozen-Südtirol | Tridentsko-Horní Adiže Trentino-Alto Adige Trentino-Südtirol |
| Tyrolsko Tirol             | Lienz          | Prägraten am Großvenediger |                           | A l p y |                                            |                                   | Autonomní provincie Bolzano Bolzano-Alto Adige Bozen-Südtirol | Tridentsko-Horní Adiže Trentino-Alto Adige Trentino-Südtirol |
| Tyrolsko Tirol             | Lienz          | St. Jakob in Defereggen    | zentriert                 | A l p y |                                            |                                   | Autonomní provincie Bolzano Bolzano-Alto Adige Bozen-Südtirol | Tridentsko-Horní Adiže Trentino-Alto Adige Trentino-Südtirol |
| Tyrolsko Tirol             | Lienz          | St. Jakob in Defereggen    | zentriert                 | A l p y | Campo Tures Sand in Taufers                |                                   | Autonomní provincie Bolzano Bolzano-Alto Adige Bozen-Südtirol | Tridentsko-Horní Adiže Trentino-Alto Adige Trentino-Südtirol |
| Tyrolsko Tirol             | Lienz          | St. Jakob in Defereggen    | zentriert                 | A l p y | zentriert                                  | Rasun Anterselva Rasen-Antholz    | Autonomní provincie Bolzano Bolzano-Alto Adige Bozen-Südtirol | Tridentsko-Horní Adiže Trentino-Alto Adige Trentino-Südtirol |
| Tyrolsko Tirol             | Lienz          | St. Jakob in Defereggen    | zentriert                 | A l p y | Valle di Casies Gsies                      |                                   | Autonomní provincie Bolzano Bolzano-Alto Adige Bozen-Südtirol | Tridentsko-Horní Adiže Trentino-Alto Adige Trentino-Südtirol |
| Tyrolsko Tirol             | Lienz          | Innervillgraten            |                           | A l p y |                                            |                                   | Autonomní provincie Bolzano Bolzano-Alto Adige Bozen-Südtirol | Tridentsko-Horní Adiže Trentino-Alto Adige Trentino-Südtirol |
| Tyrolsko Tirol             | Lienz          | Dobbiaco Toblach           |                           | A l p y |                                            |                                   | Autonomní provincie Bolzano Bolzano-Alto Adige Bozen-Südtirol | Tridentsko-Horní Adiže Trentino-Alto Adige Trentino-Südtirol |
| Tyrolsko Tirol             | Lienz          | zentriert                  | San Candido Innichen      | A l p y |                                            |                                   | Autonomní provincie Bolzano Bolzano-Alto Adige Bozen-Südtirol | Tridentsko-Horní Adiže Trentino-Alto Adige Trentino-Südtirol |
| Tyrolsko Tirol             | Lienz          | zentriert                  | San Candido Innichen      | A l p y | Sillian                                    | zentriert                         | Autonomní provincie Bolzano Bolzano-Alto Adige Bozen-Südtirol | Tridentsko-Horní Adiže Trentino-Alto Adige Trentino-Südtirol |
| Tyrolsko Tirol             | Lienz          | Sesto Sexten               |                           | A l p y | Sillian                                    | zentriert                         | Autonomní provincie Bolzano Bolzano-Alto Adige Bozen-Südtirol | Tridentsko-Horní Adiže Trentino-Alto Adige Trentino-Südtirol |
| Tyrolsko Tirol             | Lienz          | Kartitsch                  |                           | A l p y |                                            |                                   | Autonomní provincie Bolzano Bolzano-Alto Adige Bozen-Südtirol | Tridentsko-Horní Adiže Trentino-Alto Adige Trentino-Südtirol |
| Tyrolsko Tirol             | Lienz          |                            | Comelico Superiore        | A l p y | Belluno                                    | Benátsko Veneto                   |                                                               |                                                              |
| Tyrolsko Tirol             | Lienz          | San Nicolò di Comelico     |                           | A l p y | Belluno                                    | Benátsko Veneto                   |                                                               |                                                              |
| Tyrolsko Tirol             | Lienz          | Obertilliach               |                           | A l p y | Belluno                                    | Benátsko Veneto                   |                                                               |                                                              |
| Tyrolsko Tirol             | Lienz          | San Pietro di Cadore       |                           | A l p y | Belluno                                    | Benátsko Veneto                   |                                                               |                                                              |
| Tyrolsko Tirol             | Lienz          | Untertilliach              |                           | A l p y | Belluno                                    | Benátsko Veneto                   |                                                               |                                                              |
| Tyrolsko Tirol             | Lienz          | Santo Stefano di Cadore    |                           | A l p y | Belluno                                    | Benátsko Veneto                   |                                                               |                                                              |
| Korutany Kärnten           | Hermagor       | Lesachtal                  |                           | A l p y | Belluno                                    | Benátsko Veneto                   |                                                               |                                                              |
| Korutany Kärnten           | Hermagor       | Lesachtal                  |                           | A l p y | Forni Avoltri                              | –                                 | Furlansko-Julské Benátsko Friuli-Venezia Giulia               |                                                              |
| Korutany Kärnten           | Hermagor       | Lesachtal                  | zentriert                 | A l p y | Paluzza                                    | –                                 | Furlansko-Julské Benátsko Friuli-Venezia Giulia               |                                                              |
| Korutany Kärnten           | Hermagor       | Kötschach-Mauthen          | zentriert                 | A l p y | Paluzza                                    | –                                 | Furlansko-Julské Benátsko Friuli-Venezia Giulia               | zentriert                                                    |
| Korutany Kärnten           | Hermagor       | Kötschach-Mauthen          | Paularo                   | A l p y |                                            | –                                 | Furlansko-Julské Benátsko Friuli-Venezia Giulia               | zentriert                                                    |
| Korutany Kärnten           | Hermagor       | Dellach                    |                           | A l p y |                                            | –                                 | Furlansko-Julské Benátsko Friuli-Venezia Giulia               |                                                              |
| Korutany Kärnten           | Hermagor       | Kirchbach                  |                           | A l p y |                                            | –                                 | Furlansko-Julské Benátsko Friuli-Venezia Giulia               |                                                              |
| Korutany Kärnten           | Hermagor       | Hermagor-Pressegger See    | zentriert                 | A l p y |                                            | –                                 | Furlansko-Julské Benátsko Friuli-Venezia Giulia               |                                                              |
| Korutany Kärnten           | Hermagor       | Hermagor-Pressegger See    | zentriert                 | A l p y | Moggio Udinese                             | –                                 | Furlansko-Julské Benátsko Friuli-Venezia Giulia               |                                                              |
| Korutany Kärnten           | Hermagor       | Hermagor-Pressegger See    | zentriert                 | A l p y | zentriert                                  | –                                 | Furlansko-Julské Benátsko Friuli-Venezia Giulia               | Pontebba Pontafel                                            |
| Korutany Kärnten           | Hermagor       | Hermagor-Pressegger See    | zentriert                 | A l p y | Malborghetto Valbruna Malborgeth-Wolfsbach | –                                 | Furlansko-Julské Benátsko Friuli-Venezia Giulia               |                                                              |
| Korutany Kärnten           | Hermagor       | Sankt Stefan im Gailtal    |                           | A l p y |                                            | –                                 | Furlansko-Julské Benátsko Friuli-Venezia Giulia               |                                                              |
| Korutany Kärnten           | Villach-Land   | Feistritz an der Gail      |                           | A l p y |                                            | –                                 | Furlansko-Julské Benátsko Friuli-Venezia Giulia               |                                                              |
| Korutany Kärnten           | Villach-Land   | Hohenthurn                 |                           | A l p y |                                            | –                                 | Furlansko-Julské Benátsko Friuli-Venezia Giulia               |                                                              |
| Korutany Kärnten           | Villach-Land   | zentriert                  | Tarvisio Tarvis           | A l p y |                                            | –                                 | Furlansko-Julské Benátsko Friuli-Venezia Giulia               |                                                              |
| Korutany Kärnten           | Villach-Land   | zentriert                  | Tarvisio Tarvis           | A l p y | Arnoldstein                                | –                                 | Furlansko-Julské Benátsko Friuli-Venezia Giulia               | zentriert                                                    |
| Slovinsko                  |                |                            |                           |         |                                            |                                   |                                                               |                                                              |